# Silvia Kronberger
Silvia Kronberger (* 28. August 1954 in Linz) ist eine österreichische Soziologin, Leiterin des Institutes für Gesellschaftliches Lernen und Politische Bildung und des Bundeszentrums für Geschlechterpädagogik und -forschung an der Pädagogischen Hochschule Salzburg Stefan Zweig.

## Leben und Werk
Silvia Kronberger studierte Soziologie und Germanistik an der Universität Salzburg. Nach Abschluss ihres Studiums war sie am Institut für Kultursoziologie der Universität Salzburg tätig. Im Zentrum der Forschungs- und Lehrtätigkeit stand das Thema Geschlecht. 1997 promovierte sie mit der Dissertation Die unerhörten Töchter. Fräulein Else und Elektra und die gesellschaftliche Funktion der Hysterie, die 2002 im StudienVerlag Innsbruck veröffentlicht wurde.
Ab 2003 leitete sie das Forschungsprogramm Gendermedizin an der Paracelsus Medizinischen Privatuniversität (PMU) und organisierte die erste Tagung der PMU zum Thema Frauen:Männer Gesundheit:Krankheit. 2003–2011 war Silvia Kronberger Redaktionsmitglied der Zeitschrift Gender Medicine: The Official Journal of the Partnership for Genderspecific Medicine at Columbia University.
2011 wechselte sie an die Pädagogische Hochschule Salzburg Stefan Zweig, wo sie die Koordinationsstelle Geschlechterpädagogik aufbaute, die 2016 zum Bundeszentrum für Geschlechterpädagogik und -forschung wurde. Das Bundeszentrum befasst sich mit dem bundesweiten Aufbau von Genderkompetenz in den Bereichen Forschung, Aus-, Fort- und Weiterbildung, sowie Informations- und Wissensmanagement und Vernetzung. 2013 übernahm sie die Leitung des Institut für Gesellschaftliches Lernen und Politische Bildung an der PH Salzburg.
Die Themen Gender und später Diversity bilden den roten Faden der gesamten Forschungs- und Lehrtätigkeit, in letzter Zeit mit dem wissenschaftlichen Schwerpunkt Intersektionalität. Hauptaugenmerk in der Lehre ist der interkulturelle Dialog unter Berücksichtigung des Geschlechteraspekts.

## Auszeichnungen
- 2010 Nominierung für den Staatspreis für Erwachsenenbildung
- 2016 Käthe-Leichter-Anerkennungspreis

## Publikationen
- Die unerhörten Geschlechterfragen. Gendertheoretische Diskurse und die schulische Praxis. In S. Kronberger, C. Kühberger, M. Oberlechner (Hrsg.): Diversitätslinien in der Lehramtsausbildung. Innsbruck: Studien Verlag 2016. (Band 1 der Reihe Kreuzungspunkte pädagogischer Bildung herausgegeben von Silvia Kronberger und Manfred Oberlechner.)
- Geschlechterdemokratie ist schön – macht aber viel Arbeit. Erfahrungen mit Geschlechterdemokratie und geschlechtergerechter Sprache in der Primarstufe. In S. Kronberger, C. Kühberger, M. Oberlechner (Hrsg.): Diversitätslinien in der Lehramtsausbildung. Innsbruck: Studien Verlag 2016.
- Jeder nimmt jetzt sein Heft heraus! Geschlechterdemokratie in der Schule. aep informationen 3, 2015. S. 16–19.
- Schwerpunkt: Intersektionalität – Vorwort. Erziehung und Unterricht 1/2, 2013. S. 91–92.
- zusammen mit V. Jauk: Genderbudgeting im Gemeindehaushalt. Nutzen, Theorie und Praxis. Wien: Manz Verlag 2012.
- Zeit und Geschlecht. In: Österreichischer Frauengesundheitsbericht 2010/2011 (S. 329–330). Wien: Bundesministerium für Gesundheit, 2011.
- Sind Gemüseesser schwul? Genderkompetenz in Erziehung und Unterricht. Erziehung und Unterricht 7/8, 2011. S. 689–694.
- Rollenmodell Prinz William Arthur Philip Louis Mountbatten Windsor, Duke of Cambridge? Ultimo spezial: Burschenarbeit, 2011. S. 40–41.